# Chuck Todd
Pour les articles homonymes, voir Charles Todd et Todd.
Charles David Todd, dit Chuck Todd, né le 8 avril 1972 à Miami (Floride), est un journaliste politique américain, ancien correspondant en chef accrédité à la Maison-Blanche et directeur du département politique de NBC News. Il coanime avec la journaliste Savannah Guthrie (en) la matinale The Daily Rundown (en), diffusée quotidiennement de neuf à dix heures sur la chaîne d'information en continu américaine MSNBC.
En qualité de directeur politique de NBC News, il est fréquemment amené à intervenir en tant que consultant et analyste politique dans les différentes émissions d'information du réseau NBC et MSNBC; il intervient notamment régulièrement au sein des émissions Morning Joe, Hardball with Chris Matthews et The Rachel Maddow Show sur MSNBC, et Meet the Press ou NBC Nightly News with Brian Williams sur NBC.
Pressenti en 2008 pour succéder à Tim Russert à la présentation de Meet the Press, l'émission politique du dimanche matin de NBC, David Gregory est cependant choisi. Todd reprend cependant l'émission à partir de 2014.

## Prises de positions
Responsable éditorial de la chaîne NBC News, la gauche et l’extrême droite seraient selon lui comparables, et demande s’il faut ou non assimiler les partisans du candidat de gauche Bernie Sanders à une « brigade numérique de chemises brunes ».